# Parafia św. Marii Magdaleny w Ryszewku
Parafia Świętej Marii Magdaleny w Ryszewku jest jedną z 7 parafii leżącą w granicach dekanatu rogowskiego. Kościół parafialny zbudowany w XVIII wieku z drewna.

## Rys historyczny
Parafia powstała w XIII wieku.

## Dokumenty
Księgi metrykalne: 
- ochrzczonych od 1833 roku
- małżeństw od 1833 roku
- zmarłych od 1833 roku